# رولاند إنجلش
رولاند إنجلش هو سياسي كندي، ولد في 1909 في كندا، وتوفي في 15 يناير 1993 في كندا. حزبياً، نشط في الحزب الكندي التقدمي المحافظ. وقد انتخب عضو مجلس العموم الكندي.